# محمد عبد الرشيد النعماني
محمد عبد الرشيد بن محمد عبد الرحيم النعماني (1333- 1420 هـ)، فقيه حنفي ومحدث من شبه القارة الهندية.
ولد في سنة 1333 هـ في جيبور بالهند، وطلب العلم على عمه الأكبر الحافظ عبد الكريم، ثم رحل إلى ندوة العلماء، ولازم حيدر حسن خان التونكي، وبه تخصص في الحديث وعلومه، وعليه تخرج، ولازم شقيقه محمود حسن خان التونكي، وعين عضواً لندوة المصنفين بدهلي، وهاجر إلى باكستان سنة 1947م، ودرس في دار العلوم على بدر عالم الميرتهي، ومحمد يوسف البنوري، ثم عين مدرساً في جامعة العلوم الإسلامية في كراتشي، ودرس فيها كتب الفقه والحديث، والكتب الستة، ودرس في الجامعة الإسلامية ببهاولبور، وأشرف على طلبة التخصص في الحديث النبوي.

## سيرته
اسمه الكامل محمد عبد الرشيد النعماني بن المنشئ محمد عبد الرحيم بن محمد بخش بن التاجر الصدوق بُلاقي بن چراغ محمد بن هِمَّت الراجبوت الكجواهي نسباً، والهندي الميواتي وطناً، والجيبوري الهندي مولدا ومنشأ، والباكستاني الكراتشوي مهاجرا، والنعماني نسبة إلى أبي حنيفة النعمان بن ثابت مذهباً، ولد في يوم الخميس في الساعة السادسة صباحا 18 من شهر ذي القعدة سنة 1333 هـ الموافق 29 سبتمبر 1915م ، في بلدة "جيبور" بإقليم "راجستهان"، الهند.
أصل النعماني من الهند، ولد في أسرة شريفة كريمة نبيلة مزينة بمروء ونجابة وأخلاق حسن، وينتهي نسبه إلى "كچواها" فرع قبيلة "راجپوت" التي هي قبيلة عريقة وشهيرة في الهند، وقبائل "راجپوت" تسكن غرب شمال الهند، وحكمت القسم الأكبر منها على الولايات الأميرية في الهند و"راجستهان" . وكان أمير منطقة "كشمير" وولاية "جام نگر" من فرع "كچواها". بنعمة من الله اعتنقت هذه الأسرة الإسلام ومضت عليها قرون تتمتع بنعمة الإسلام، كان التدين هو الطابع الذي يغلب على هذه الأسرة، وكانت أسرة النعماني مبدئيا تسكن في منطقة "ميوات" بجوار عاصمة الهند "دهلي"، وانتقل جده الأعلى في عهد مبكر إلى "جيبور" واستوطنها، وكان جده الأمجد همت وابنه چراغ محمد تاجران للمجوهرات، يصنعان الجواهر ويبيعانها.
تزوج النعماني يوم الجمعة بين العصر والمغرب في السادس من جمادى الأولى، سنة 1359 هـ، بـ أشرف جهان بنت شرف الدين بن عبد الجميد بن رحيم بخش بن قادر بخش بن محمد حيات الجوهري الميواتي، من قبيلة «بڈھ گوجر» وقد منح الله النعماني خمسة أولاد: ابنان وثلاث بنات.
وتوفي في الساعة العاشرة 29 من شهر ربيع الثاني سنة 1420 هـ الموافق 12 أغسطس 1999م، في مدينة كراتشي باكستان، وصلى عليه أخوه الأصغر محمد عبد الحليم الجشتي بعد صلاة العصر في حديقة مسجده الذي أنشأه في جامعة كراتشي، مع آلاف المصلين من
أساتذة المدارس والطلاب وعامة الناس وكانت جمهرة كبيرة في جنازته وازدحم الناس ابلطريق في حمل الجنازة على أكتافهم
وتشيعه، ودفن بين قبر زوجته و ابنته الصغيرة قبيل صلاة المغرب كما أوصى به.

## مؤلفاته

### بالعربية
- ما تمسُّ إليه الحاجة لمن يُطالِع سننَ ابن ماجَهْ. بقطع كبير.
- تعليقات على كتاب (دراسات اللبيب في الأسوة الحسنة بالحبيب) لملا محمد معين السندي، بقطع صغير في نحو خمس مئة صفحة، كتب عليه مقدمة في ستين صفحة.
- تحقيق (ذب ذباباب الدراسات عن المذاهب الأربعة المتناسبات) لمحمد عبد اللطيف بن مخدوم هاشم التتوي السندي. في مجلدين.
- مقدمة (كتاب التعليم) لمسعود بن شيبة السندي، وفيه نقدٌ لكتاب الجويني، في نحو ثلاث مئة صفحة.
- فتح الأعز الأكرم لتخريج "الحزب الأعظم" لـ علي القاري.
- مكانة الإمام أبي حنيفة في الحديث. طُبع بعناية عبد الفتاح أبو غدة.
- الإمامُ ابن ماجَهْ وكتابه السُّنن. طُبع بعناية عبد الفتاح أبو غدة، وهو طبعة منقحة ومزيدة، مع تغيير العنوان - بإذن المؤلف - للكتاب الأول: ما تمس إليه الحاجة.

### بالأردية
- لغات القرآن. في أربعة مجلدات.
- الإمامُ ابن ماجَهْ وعلم الحديث. في مجلد.
- شہدائے کربلاء پر افتراء (الافتراء على شهداء كربلاء).
- یزید کی شخصیت اہلِ سُنت کی نظر میں (شخصية يزيد بن معاوية في نظر أهل السُّنة والجماعة).